# Northwest Aroostook
Northwest Aroostook es un territorio no organizado ubicado en el condado de Aroostook en el estado estadounidense de Maine. En el Censo de 2010 tenía una población de 10 habitantes y una densidad poblacional de 0 personas por km².

## Geografía
Northwest Aroostook se encuentra ubicado en las coordenadas 46°51′32″N 69°10′33″O / 46.85889, -69.17583. Según la Oficina del Censo de los Estados Unidos, Northwest Aroostook tiene una superficie total de 6913.22 km², de la cual 6810.04 km² corresponden a tierra firme y (1.49%) 103.15 km² es agua.

## Demografía
Según el censo de 2010, había 10 personas residiendo en Northwest Aroostook. La densidad de población era de 0 hab./km². De los 10 habitantes, Northwest Aroostook estaba compuesto por el 100% blancos, el 0% eran afroamericanos, el 0% eran amerindios, el 0% eran asiáticos, el 0% eran isleños del Pacífico, el 0% eran de otras razas y el 0% pertenecían a dos o más razas. Del total de la población el 0% eran hispanos o latinos de cualquier raza.